# Samoana annectens
Samoana annectens е вид коремоного от семейство Partulidae.

## Разпространение
Видът е ендемичен за Хуахине, Френска Полинезия.